# Ed O'Ross
Edward O'Ross (Pittsburgh, 4 juli 1949) is een Amerikaans acteur van Tsjecho-Slowaakse afkomst. Hij maakte in 1982 zijn filmdebuut in de West-Duitse film Dear Mr. Wonderful. Sindsdien speelde hij in meer dan dertig film. Hij verschijnt daarbij met enige regelmaat als personage van Oost-Europese afkomst.
O'Ross speelde behalve in films tevens als wederkerend personage in verschillende televisieseries. Zijn meest omvangrijke rol daarin was die als Nikolai in Six Feet Under. Hij verscheen met eenmalige gastoptredens in meer dan vijftien andere series, zoals Moonlighting, Murder, She Wrote, Seinfeld, Walker, Texas Ranger, Nash Bridges, Frasier, Boston Legal, CSI: NY en The Closer.

## Filmografie
*Exclusief 5+ televisiefilms
- Dear Mr. Wonderful (1982)
- The Pope of Greenwich Village (1984)
- The Cotton Club (1984)
- Seven Minutes in Heaven (1985)
- Lethal Weapon (1987)
- Full Metal Jacket (1987)
- The Verne Miller Story (1987)
- The Hidden (1987)
- Action Jackson (1988)
- Red Heat (1988)
- Another 48 Hrs. (1990)
- Dick Tracy (1990)
- Play Nice (1992)
- Universal Soldier (1992)
- The Power Within (1995)
- Dark Planet (1996)
- Navajo Blues (1996)
- Hoodlum (1997)
- Evasive Action (1998)
- Enemy Action (1999)
- Spanish Judges (1999)
- Y2K (1999)
- The Last Producer (2000)
- Getting Out (2001)
- Mindstorm (2001)
- The Gray in Between (2002)
- Curious George (2006, stem)
- Delta Farce (2007)
- Nobody (2007)
- The Unknown Trilogy (2008)
- The Harsh Life of Veronica Lambert (2009)
- Curious George 2: Follow That Monkey! (2009, stem)

## Televisieseries
*Exclusief eenmalige gastrollen
- Ryan's Hope – Thug (4 afleveringen, 1979)
- The Edge of Night – State Trooper (2 afleveringen, 1980)
- Men in Black: The Series – Kay (8 afleveringen, 1997–1998)
- Six Feet Under – Nikolai (18 afleveringen, 2001–2005)
- Strong Medicine – Andy's Lawyer, Furlong (2 afleveringen, 2003)
- The Handler – Marty Fleming (3 afleveringen, 2003)

- Gemeinsame Normdatei: 1062009657
- International Standard Name Identifier: 0000 0000 5165 2130
- Library of Congress Control Number: no00064483
- Nationale Bibliotheek van Tsjechië: xx0263144
- Nationale Bibliotheek van Israël: 987007336920005171
- Virtual International Authority File: 48774171
- WorldCat: E39PBJtX3tKwfrQdDfV34XVHmd